# Hypercompe atra
Hypercompe atra är en fjärilsart som beskrevs av Charles Oberthür 1881. Hypercompe atra ingår i släktet Hypercompe och familjen björnspinnare. Inga underarter finns listade i Catalogue of Life.